# Vertigo clappi
Vertigo clappi är en snäckart som beskrevs av Brooks och Hunt 1936. Vertigo clappi ingår i släktet Vertigo och familjen puppsnäckor. Inga underarter finns listade i Catalogue of Life.